# Nikolaus Decius

Antic monestir franciscà, Escola de Nikolaus Decius a Hof.

Nikolaus Decius, també Degius, Deeg, Tech a Curia i Nick von Hof (Hof (Baviera), c. 1485 - Szczecin 21 de març de 1541/1546, es creu que morí enverinat) va ser un poeta, monjo alemany, escriptor i compositor bavarès.
Va estudiar a la Universitat de Leipzig i va obtenir un màster a la Universitat de Wittenburg en 1523 i es va convertir en monjo. Encara que era monjo, va ser advocat de la Reforma Protestant i deixeble de Martí Luter.
L'any 1522 fou professor a Brunswick i el 1824 pastor a Szczecin i Liebestadt; el 1540 entrà al servei del duc de Prússia. Avançant-se inclús a Luter, va escriure alguns dels primers corals protestants com:
- Allein Gott in der Höh sei Ehr (1525);
- Heilig ist Gott der Vater (1531);
- O. Lamm Gottes unschuldig (1531), els quals primitivament restaven escrits en el dialecte de la Baixa Alemanya i que la Reforma traduí al llenguatge de l'Alta Alemanya.